# Хімічна реакція з розподілом зв’язків
Хімічна реакція з розподілом зв'язків (англ. bond-separation reaction) — ізодесмічна реакція, що використовуються для кількісного опису взаємодії між сусідніми зв'язками. Усі формальні зв'язки між важкими (не Н) атомами розподіляються між модельними (з двох важких атомів) молекулами, що мають той же тип зв'язків. Набір таких молекул, що включають H, C, N, складається з етану, етену, етину, метиламіну, метаніміну, водень ціаніду, гідразину та діазену. Стехіометричний баланс досягається додаванням гідридів (для сполук H, C, N — метан та аміак) до лівої частини рівняння реакції. Лише одна реакція з розподілом зв'язків може бути записана для молекул з класичною валентною структурою. Позитивна енергія розподілу зв'язків характеризує стабілізацію такої структури відносно ізольованих зв'язків, а негативна — дестабілізацію.